# Selma Brook
Pour les articles homonymes, voir Selma et Brook.
Selma Brook est une actrice française de cinéma et de théâtre.

## Biographie
Elle a fait ses études au conservatoire du 10e arrondissement de Paris puis au Drama Center de Londres. Elle vit à Paris.

## Filmographie
- 2002 : Les P'tits Lucas (TV) : Amandine
- 2002 : Clara, cet été là : Clara
- 2002 : Sami (TV) : Aïcha
- 2003 : Joséphine, ange gardien (TV) : Amélie
- 2003 : Madame le Proviseur (TV) : Fatima
- 2003 : Un été de canicule (TV) : Agathe
- 2009 : Plus loin encore : Selma
- 2010 : Les Tudors (TV) : Brigitte Rousselot
- 2013 : The Paradise (série télévisée) : la servante française
- 2015 : Angels in Notting Hill : Joy
- 2018 : American Patriot (TV) : Selma